# کارلو سولدو
کارلو سولدو (انگلیسی: Carlo Soldo؛ زادهٔ ۱۳ آوریل ۱۹۴۲) بازیکن فوتبال اهل ایتالیا است.
از باشگاه‌هایی که در آن بازی کرده‌است می‌توان به باشگاه فوتبال اینتر میلان، باشگاه ورزشی لاتزیو، باشگاه فوتبال مونتسا، باشگاه فوتبال تریستیانا، باشگاه فوتبال نووارا، باشگاه فوتبال پرو ورچلی، و باشگاه فوتبال وارزه اشاره کرد.